# زهرة النمر السحلبي
(النمر السحلبية) هو نوع من النباتات الهوائية أصل السحلبية إلى المنطقة من المكسيك إلى هندوراس. هذه الزهور تتفتح من سقوط لفصل الشتاء مع عدة 15 سم . الزهرة واسعة قد تنمو 4-8 الزهور، كل قد تصل إلى 13 بوصة في القطر. الزهور هي لامعة كالأصفر الذهبي مع البني الغامق. بتلات أكبر الأصفر مع النصف السفلي الأحمر والبني. الشفة بيضاء وبقع أحيانا مع الأحمر والبني. وبسيودوبلبس تحمل اللون الرمادي والأخضر لهم، وتنمو 4-10 سم، مع اثنين من كل الأوراق.

## قصة الإكتشاف
تم العثور على النباتات في الغابات المطيرة في غواتيمالا والمكسيك على ارتفاعات 1400-2700 متر.

## الظروف المناسبة
الضوء: ضوء ساطع غير مباشر على مدار السنة.
المياه: المياه من أسفل لتجنب الحصول على pseudobulbs والأوراق الرطبة. الوقوف في وعاء درجة حرارة الغرفة، والمياه خالية من الجير لمدة 20 دقيقة، أو حتى المتوسطة رطبة تماما. السماح للبوصة أعلى (2.5 سم) لتجف قبل الري مرة أخرى. في فصل الشتاء، والماء فقط ما يكفي لمنع المتوسطة بوتينغ من الجفاف تماما. هذه بساتين الفاكهة لديهم-تخزين المياه pseudobulbs، مما يجعلها أكثر تسامحا من التربة الجافة من الرطب.
الرطوبة: معتدل إلى عالي، والرطوبة النسبية ويفضل 50-70٪. انها فكرة جيدة لاستخدام علبة الرطوبة أو المرطب غرفة.
درجة الحرارة: 50-65 °C °F/10-18
التربة: السحلب مزيج بوتينغ
الأسمدة: تغذية كل 2 أسابيع مع الأسمدة السحلية بينما النبات ينمو والمزهرة.
الانتشار: تقسيم كتل كبيرة من خلال قطع رهيزومي، يجب على كل قطعة لها pseudobulbs المرفقة. وعاء كل على حدة في جذمور السحلية مزيج الوضع في القدر.

## مقالات ذات صلة
- سحلبية
- زهرة الأوركيد